# XIIIe législature de la Troisième République portugaise
23 octobre 2015 - 25 octobre 2019 
(4 ans et 2 jours)
XIIe législature XIVe législature
Palais de São Bento, Lisbonne
La treizième législature de la Troisième République portugaise (en portugais : XIII Legislatura de Portugal) est un cycle parlementaire de l'Assemblée de la République portugaise, qui s'est ouvert le 23 octobre 2015 et clos le 25 octobre 2019.

## Composition de l'Assemblée

### Députés
| Parti                           | Parti | Voix                            | Sièges      |
| ------------------------------- | --- | ------------------------------- | ----------- |
|                                 | Parti social-démocrate (PPD/PSD)                                                                                | –                               | 89          |
|                                 | Parti socialiste (PS)                                                                                           | 32,32 %                         | 86          |
|                                 | Bloc de gauche (BE)                                                                                             | 10,19 %                         | 19          |
|                                 | CDS – Parti populaire (CDS-PP)                                                                                  | –                               | 18          |
|                                 | Coalition démocratique unitaire (CDU) • Parti communiste portugais (PCP) • Parti écologiste « Les Verts » (PEV) | 8,25 %                          | 17 • 15 • 2 |
|                                 | Personnes-Animaux-Nature (PAN)                                                                                  | 1,39 %                          | 1           |
| TOTAL (participation : 55,84 %) | TOTAL (participation : 55,84 %)                                                                                 | TOTAL (participation : 55,84 %) | 230         |

### Bureau
| Fonction        | Titulaire | Titulaire              | Titulaire | District         | Dates           |
| --------------- | --------- | ---------------------- | --------- | ---------------- | --------------- |
| Président       |           | Ferro Rodrigues        | PS        | Lisbonne         | 23 octobre 2015 |
| Vice-président  |           | José Matos Correia     | PPD/PSD   | Lisbonne         | 28 octobre 2015 |
| Vice-président  |           | Jorge Lacão            | PS        | Lisbonne         | 28 octobre 2015 |
| Vice-président  |           | José Manuel Pureza     | BE        | Coimbra          | 28 octobre 2015 |
| Vice-président  |           | Teresa Caeiro          | CDS-PP    | Faro             | 28 octobre 2015 |
| Secrétaire      |           | Duarte Pacheco         | PPD/PSD   | Lisbonne         | 28 octobre 2015 |
| Secrétaire      |           | Idália Salvador Serrão | PS        | Santarém         | 28 octobre 2015 |
| Secrétaire      |           | Moisés Ferreira        | BE        | Aveiro           | 28 octobre 2015 |
| Secrétaire      |           | Abel Baptista          | CDS-PP    | Viana do Castelo | 28 octobre 2015 |
| Vice-secrétaire |           | Pedro Alves            | PPD/PSD   | Viseu            | 28 octobre 2015 |
| Vice-secrétaire |           | Luísa Salgueiro        | PS        | Porto            | 28 octobre 2015 |
| Vice-secrétaire |           | Emília Santos          | PPD/PSD   | Porto            | 28 octobre 2015 |
| Vice-secrétaire |           | Diogo Leão             | PS        | Lisbonne         | 28 octobre 2015 |

### Présidents de groupe
| Groupe parlementaire | Groupe parlementaire                 | Président                                   | District          | Dates                                           |
| -------------------- | ------------------------------------ | ------------------------------------------- | ----------------- | ----------------------------------------------- |
|                      | Parti social-démocrate (PPD/PSD)     | Luís Montenegro Hugo Soares Fernando Negrão | Aveiro Braga Faro | 5 novembre 2015 20 juillet 2017 22 février 2018 |
|                      | Parti socialiste (PS)                | Carlos César                                | Açores            | 28 octobre 2015                                 |
|                      | Bloc de gauche (BE)                  | Pedro Filipe Soares                         | Aveiro            | 23 octobre 2015                                 |
|                      | CDS – Parti populaire (CDS-PP)       | Nuno Magalhães                              | Setúbal           | 5 novembre 2015                                 |
|                      | Parti communiste portugais (PCP)     | João Oliveira                               | Évora             | 23 octobre 2015                                 |
|                      | Parti écologiste « Les Verts » (PEV) | Heloísa Apolónia                            | Setúbal           | 23 octobre 2015                                 |

## Gouvernement
| Fonction                                                        | Titulaire | Titulaire                    | Parti       | Mandat                                 |
| --------------------------------------------------------------- | --------- | ---------------------------- | ----------- | -------------------------------------- |
| Président de la République                                      |           | Aníbal Cavaco Silva          | Indépendant | Du 9 mars 2006 au 9 mars 2016          |
| Président de la République                                      |           | Marcelo Rebelo de Sousa      | Indépendant | À partir du 9 mars 2016                |
| XXe gouvernement constitutionnel                                |           |                              |             |                                        |
| Premier ministre                                                |           | Pedro Passos Coelho          | PPD/PSD     | Du 30 octobre au 26 novembre 2015      |
| Ministre de la Présidence et du Développement régional          |           | Luís Marques Guedes          | PPD/PSD     | Du 30 octobre au 26 novembre 2015      |
| XXIe gouvernement constitutionnel                               |           |                              |             |                                        |
| Premier ministre                                                |           | António Costa                | PS          | À partir du 26 novembre 2015           |
| Ministre de la Présidence et de la Modernisation administrative |           | Maria Manuela Marques Leitão | PS          | Du 26 novembre 2015 au 18 février 2019 |
| Ministre de la Présidence et de la Modernisation administrative |           | Mariana Vieira da Silva      | PS          | À partir du 18 février 2019            |